# فهرست جنگ‌های فلسطین
این فهرست جنگ‌های فلسطین است.
فهرست
- انتفاضه اول (۱۹۸۷–۱۹۹۳): شکست؛ اما با دستاورد سیاسی از جمله پیمان اسلو
- انتفاضه دوم (۲۰۰۰–۲۰۰۵): شکست؛ سرکوب قیام و خروج اسرائیل از نوار غزه
- درگیری ۲۰۰۶ اسرائیل و غزه: شکست؛ توقف ۵ ماهه حملات حماس
- نبرد ۲۰۰۷ غزه: پیروزی حماس در برابر فتح؛ تصرف نوار غزه توسط حماس
- جنگ غزه (۲۰۰۸–۲۰۰۹): شکست؛ کاهش حملات از غزه
- جنگ ۲۰۱۲ غزه: شکست؛ توقف حملات به اسرائیل
- نبرد ۲۰۱۴ اسرائیل و غزه: بی‌نتیجه؛ توافق آتش‌بس نامحدود با ادعای پیروزی توسط هر دو طرف
- بحران ۲۰۲۱ اسرائیل و فلسطین: آتش‌بس؛ ادعای پیروزی توسط هر دو طرف
- جنگ غزه (۲۰۲۳–اکنون): در جریان